# Йоган Петер Бальстад
Йоган Петер Бальстад (норв. Johan Petter Balstad; 25 вересня 1924, Коппанг — 18 червня 1985, Осло) — норвезький доброволець військ СС, унтерштурмфюрер СС (21 червня 1944).

## Біографія
27 липня 1941 року вступив добровольцем у війська СС, згодом став інструктором. З 6 вересня 1943 по 11 березня 1944 року навчався в юнкерському училищі СС в Бад-Тельці, після чого очолив взвод 7-ї роти 23-го танково-гренадерського полку СС «Норге». Відзначився в боях біля Нарви. 6 жовтня 1944 року був важко поранений: прострелено живіт і легеню, а також 17 осколків гранат у тілі. Після війни повернувся в Норвегію і був засуджений до 2,5 року примусових робіт.

## Нагороди
- Залізний хрест 2-го і 1-го (серпень 1944) класу
- 3 нарукавних знаки «За знищений танк» (1944) — знищив 3 Т-34.
- Нагрудний знак «За поранення» в сріблі (1944)
- Нагрудний знак фронтовика